# NGC 7508
NGC 7508 is een spiraalvormig sterrenstelsel in het sterrenbeeld Pegasus. Het hemelobject werd op 13 oktober 1825 ontdekt door de Britse astronoom John Herschel.

## Synoniemen
- UGC 12408
- MCG 2-59-5
- ZWG 431.11
- PGC 70663